# Staré Město (Frýdek-Místek)
Staré Město é uma comuna checa localizada na região de Morávia-Silésia, distrito de Frýdek-Místek‎.